# Physocarpus amurensis
Physocarpus amurensis är en rosväxtart som först beskrevs av Carl Maximowicz, och fick sitt nu gällande namn av Carl Maximowicz. Physocarpus amurensis ingår i släktet smällspireor, och familjen rosväxter. Utöver nominatformen finns också underarten P. a. concolor.